# Chiesa di San Tommaso (Firenze)
La chiesa di San Tommaso è un'antica chiesa scomparsa del centro storico di Firenze, situata tra piazza del Mercato Vecchio (oggi piazza della Repubblica) in angolo con via dei Succhiellinai (oggi via Roma) e la non più esistente via delle Ceste. Venne demolita assieme alla quasi totalità delle architetture della zona per far spazio ai nuovi edifici su piazza Vittorio Emanuele II, oggi piazza della Repubblica. Sul suo sito sorge oggi l'Hotel Savoy.

## Storia e descrizione

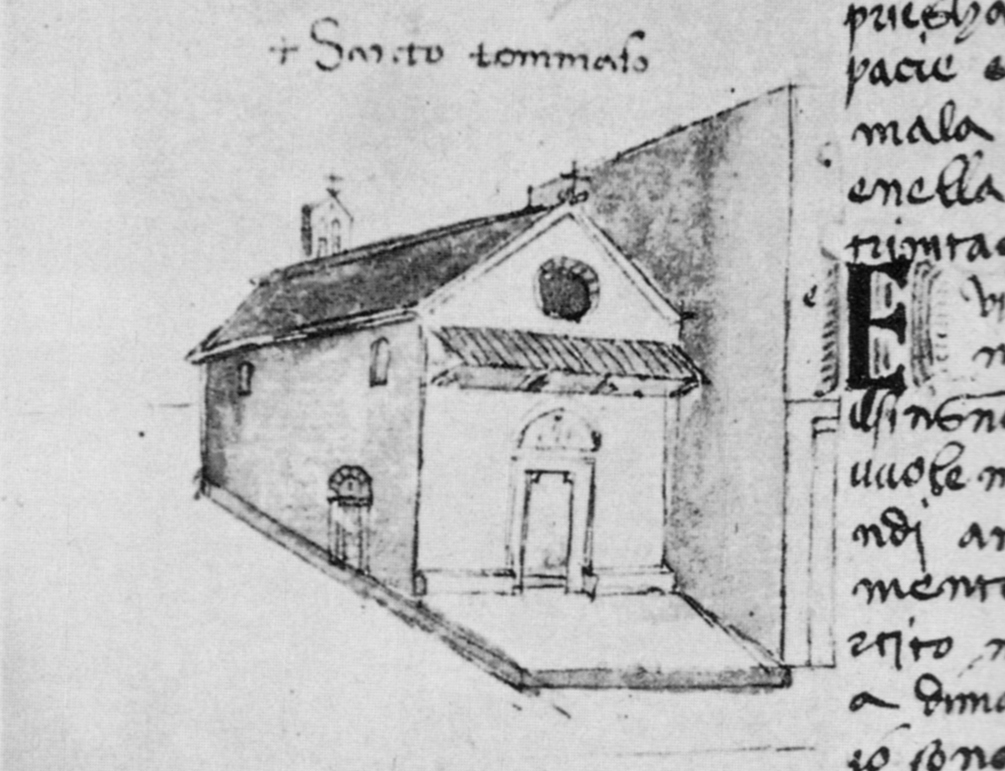
San Tommaso nel Codice Rustici, 1447-1450 ca.

La chiesa è citata in un documento del 1180 come "San Thomee in Foro Veteri", riguardo a una lite tra i Medici e i Sizi per il patronato della chiesa, le due famiglie dominanti in questa zona: la prima, all'epoca cittadini comuni di origini mugellane, aveva case e casetorri soprattutto a lato della facciata della chiesa; la seconda le aveva soprattutto sul retro, tra le vie delle Ceste e dei Cardinali. Alcuni storici fiorentini tuttavia sostengono che la chiesa esistesse da poco dopo l'anno Mille. Sicuramente durante le demolizioni vennero trovati due pavimenti anteriori al XII secolo: quello superiore era tre gradini sotto il piano della strada su cui esisteva il basamento della torre dei Sizi, quindi anteriore al 1169. È probabile che la chiesa fosse stata costruita a spese del Comune e poi affidata ai Sizi, che se la contesero poi coi Medici fino a un accordo raggiunto nel 1311, quando Teghia dei Sizi donò metà del patronato ad Averardo di Averardo de' Medici, sposo di sua figlia Benricevuta.
I Medici, anche dopo che salirono agli onori cittadini trasferendosi nel popolo di San Lorenzo, ebbero sempre cura di questa antica chiesetta. Ad esempio Cosimo il Vecchio nel 1434 fece offrire un'offerta annuale alla Repubblica in favore della chiesa, in occasione della ricorrenza del santo titolare.
La chiesa venne soppressa da Pietro Leopoldo nel 1769, e affidata a una confraternita, la Compagnia dei Contemplanti di San Tommaso d'Aquino, che venne a sua volta soppressa nel 1785, ma poi ripristinata. Essa, nel 1846, fece ristrutturare la chiesa con la chiusura del portichetto.

## Descrizione

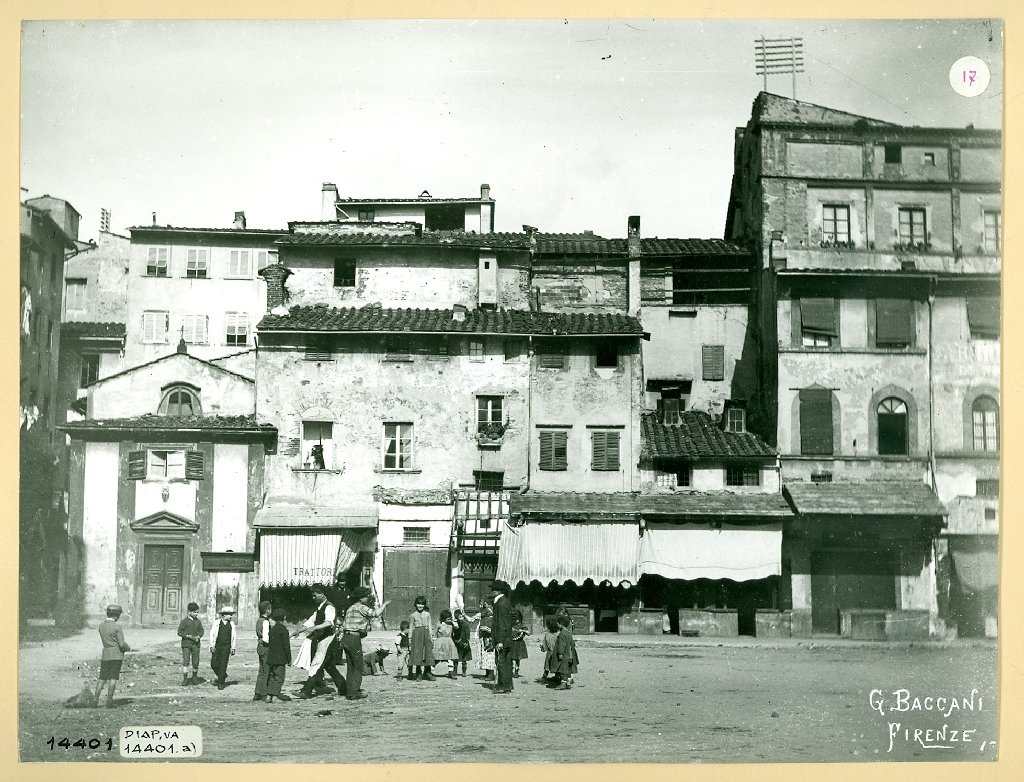
San Tommaso in una foto degli anni 1890 circa

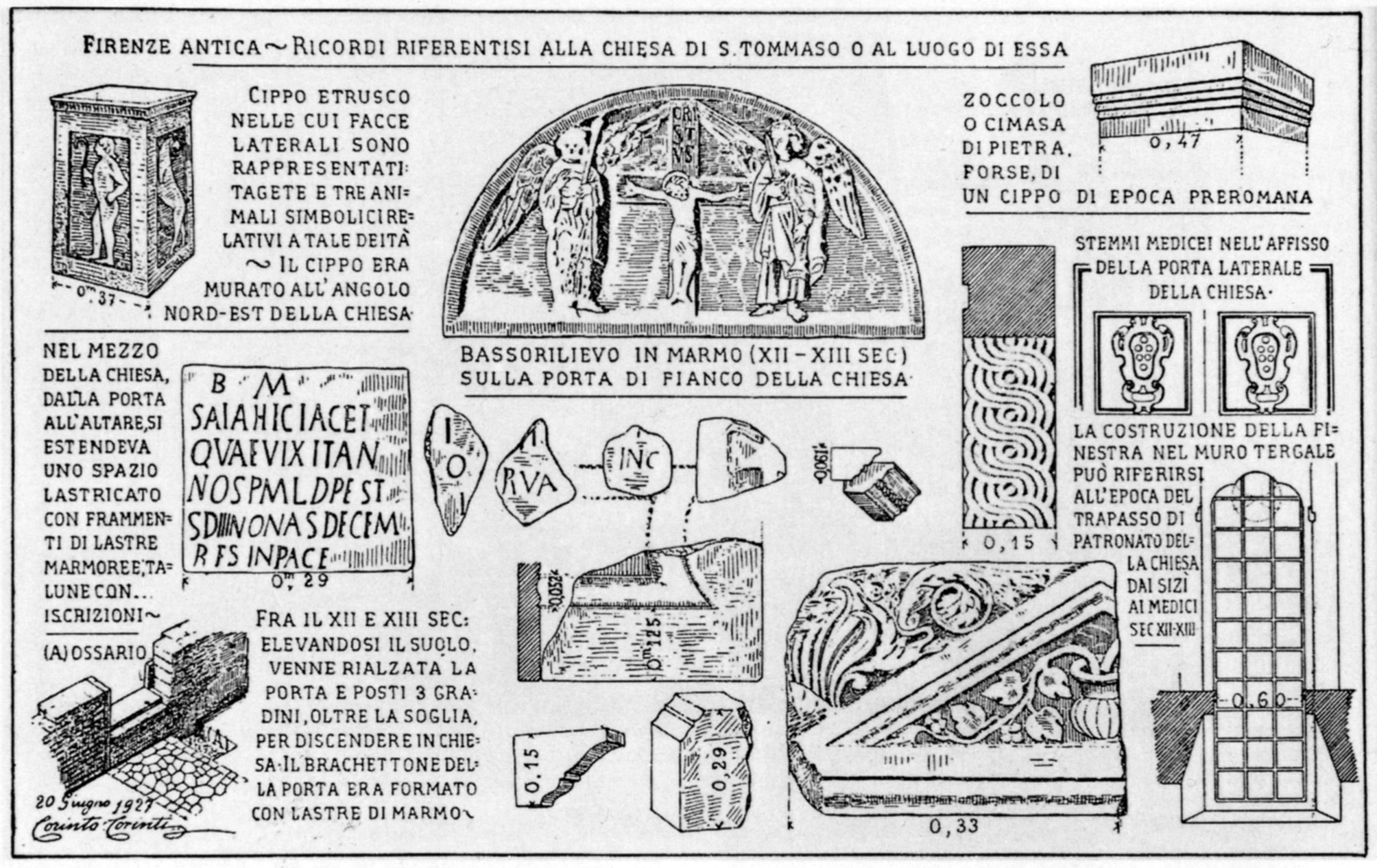
Corinto Corinti, ritrovamenti nella chiesa di San Tommaso, 1893

La facciata antica della chiesa, come appare nel Codice Rustici e nei rilievi di Corinto Corinti, aveva forma a capanna, con portale centrale architravato, dotato di lunetta e protetto da una tettoia in legno, oltre la quale si apriva un oculo. La lunetta era stata decorata nel primo Quattrocento da un affresco di Paolo Uccello con l'Incredulità di San Tommaso, ricordato da Vasari e da altre fonti, ma andato perduto quando rovinò la tettoia sotto cui si trovava. Si conosce l'iscrizione che lo corredava, "India tibi cessit" che alludeva all'evangelizzazione dell'apostolo in India. Inoltre pare che in antico la facciata avesse le armi dei Medici e del priore Matteo Lenzi.
La facciata che si vede nelle fotografie e nei rilievi al tempo delle demolizioni riguarda essenzialmente il rimaneggiamento effettuato nel Settecento a spese del rettore Pasquale d'Agliana, con un portichetto retto da pilastri originariamente chiuso da una cancellata e con una finestra di disegno rococò al posto dell'oculo medievale. Questo portico venne poi murato a formare un avancorpo con timpano contenente un vestibolo, verso il 1846.
La chiesa aveva un campanile a vela medievale, in cui, secondo la descrizione del Richa, erano appese due campane, una datata 1272 e una 1356.
All'interno la chiesa aveva tre altari. Quello maggiore, di patronato dei Medici, era anticamente decorato da una tavola di San Tommaso del pittore "Marchisello" datata 1191; nel 1460 venne messa sull'altare di destra e sostituita da una pala con San Tommaso riceve la cintola dalla Madonna donata da Cosimo il Vecchio, a cui seguì infine una tela dell'Empoli con la Vergine tra san Tommaso, santa Caterina e altri santi. L'altare di sinistra aveva un crocifisso ligneo del XVIII secolo, donato dal priore Pasquale d'Agliana. Tutte queste opere sono oggi disperse. Nel 1784 venne qui temporaneamente ricoverata la Madonna in trono e santi di Jacopo del Casentino, dal tabernacolo di Santa Maria della Tromba.
Vennero salvati diversi reperti dalle demolizioni: un cippo etrusco giù utilizzato nella muratura e lastre romane con iscrizioni nella pavimentazione, oggi al Museo archeologico nazionale; alcuni stemmi medicei e un frammento di finestra gotica trilobata, nel lapidario del Museo di San Marco; una lunetta romanica col Cristo crocifisso tra angeli, già nel portale laterale e spostata poi nella chiesa, oggi al Museo Bardini.
L'edificio che si vede accanto alla chiesa nelle foto dovette originariamente esserne la canonica, molto trasformata nel corso dei secoli e poi ridotta a civile abitazione.

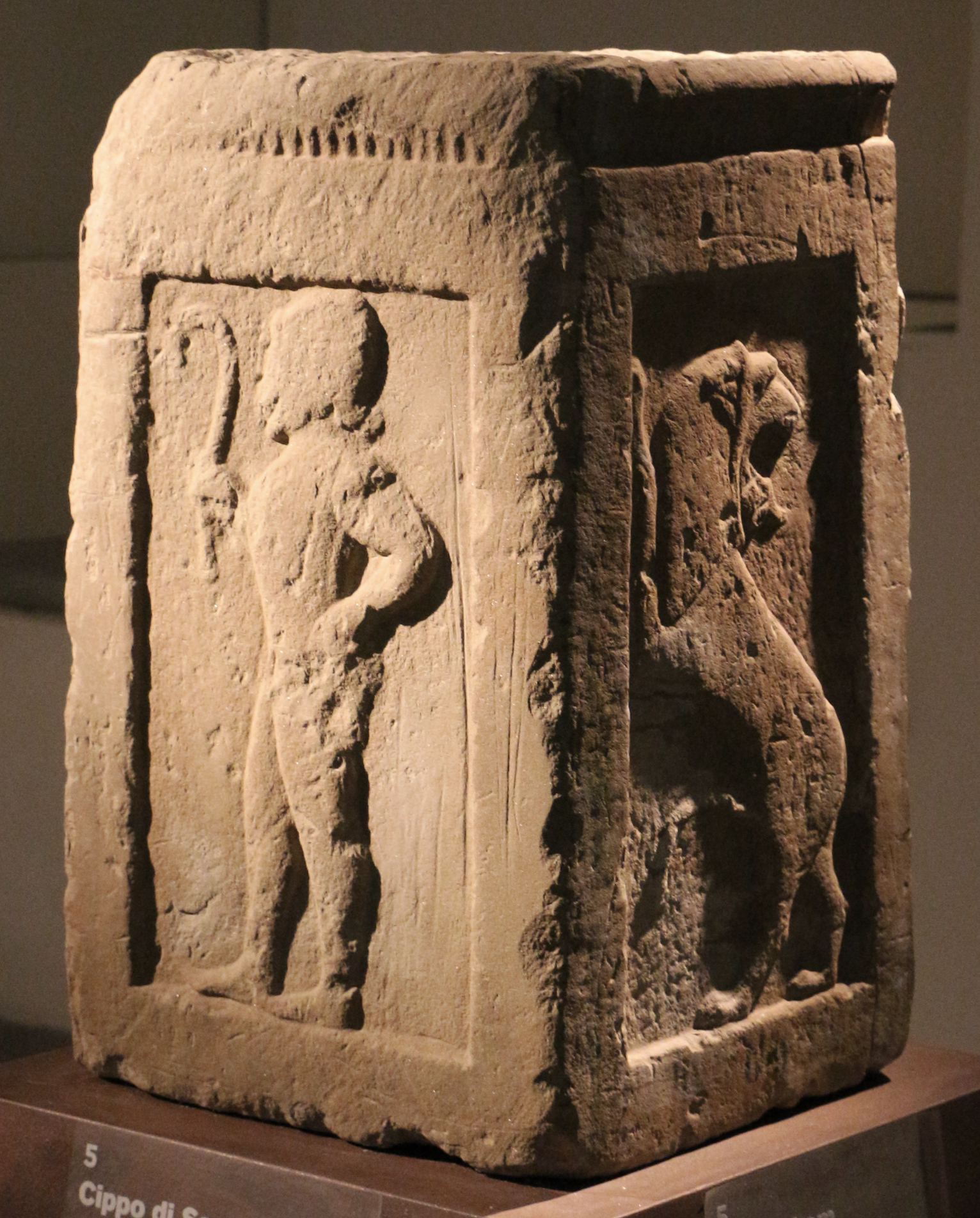
Il cippo etrusco di San Tommaso
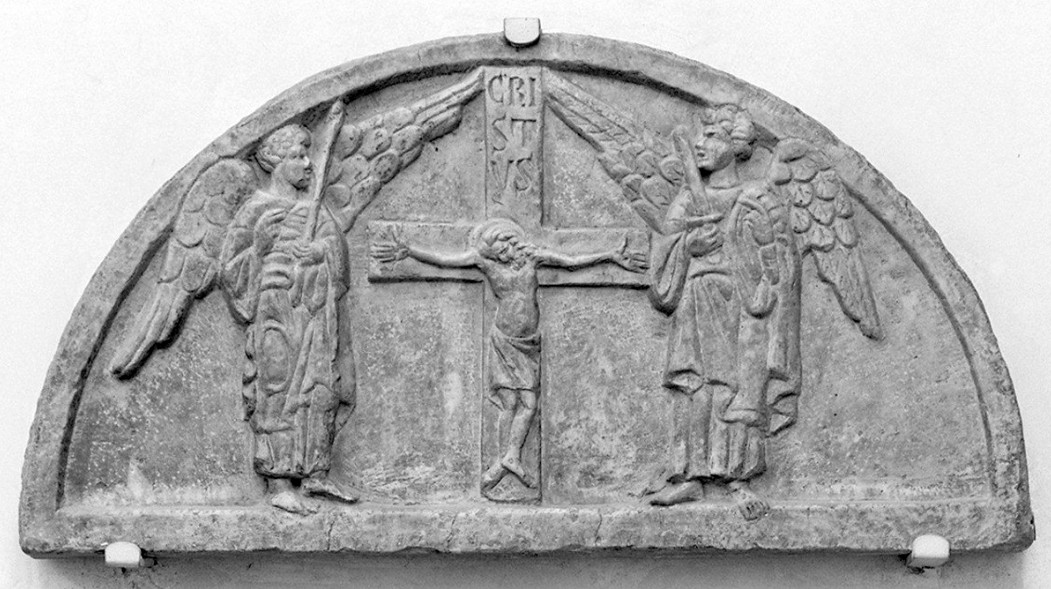
Lunetta romanica del portale laterale di San Tommaso
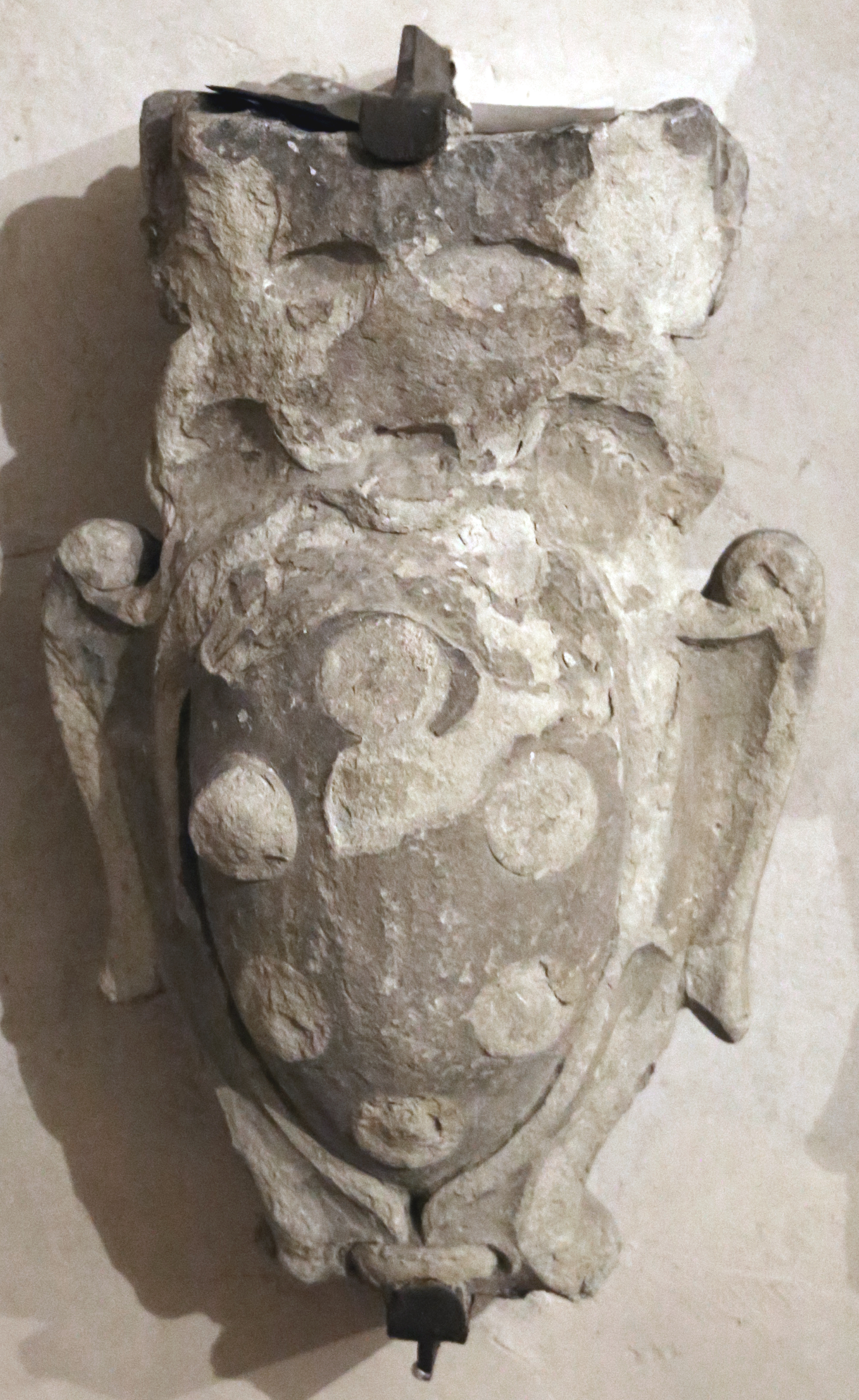
Stemma Medici dalla chiesa (Museo di San Marco)
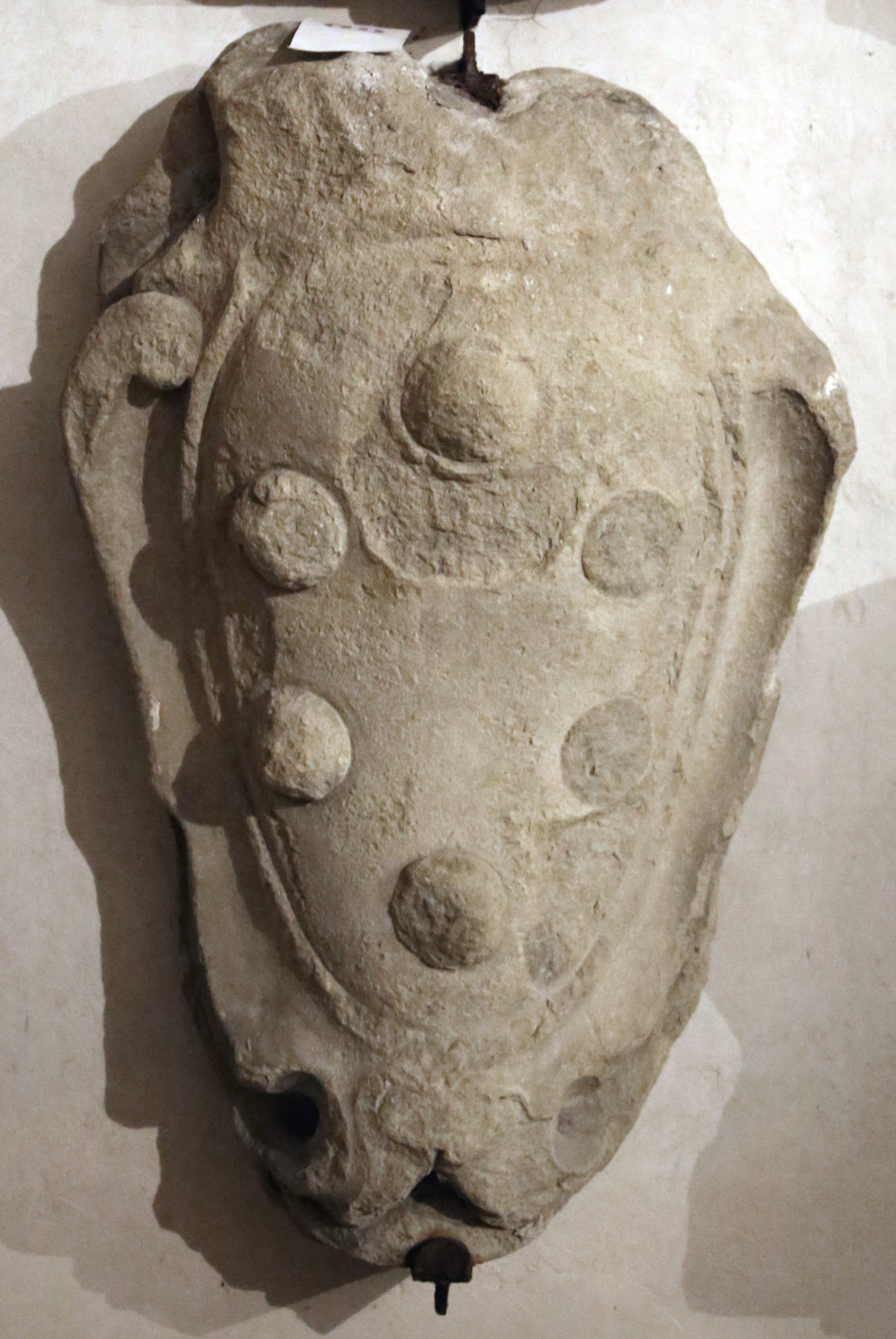
Stemma Medici dalla chiesa (Museo di San Marco)
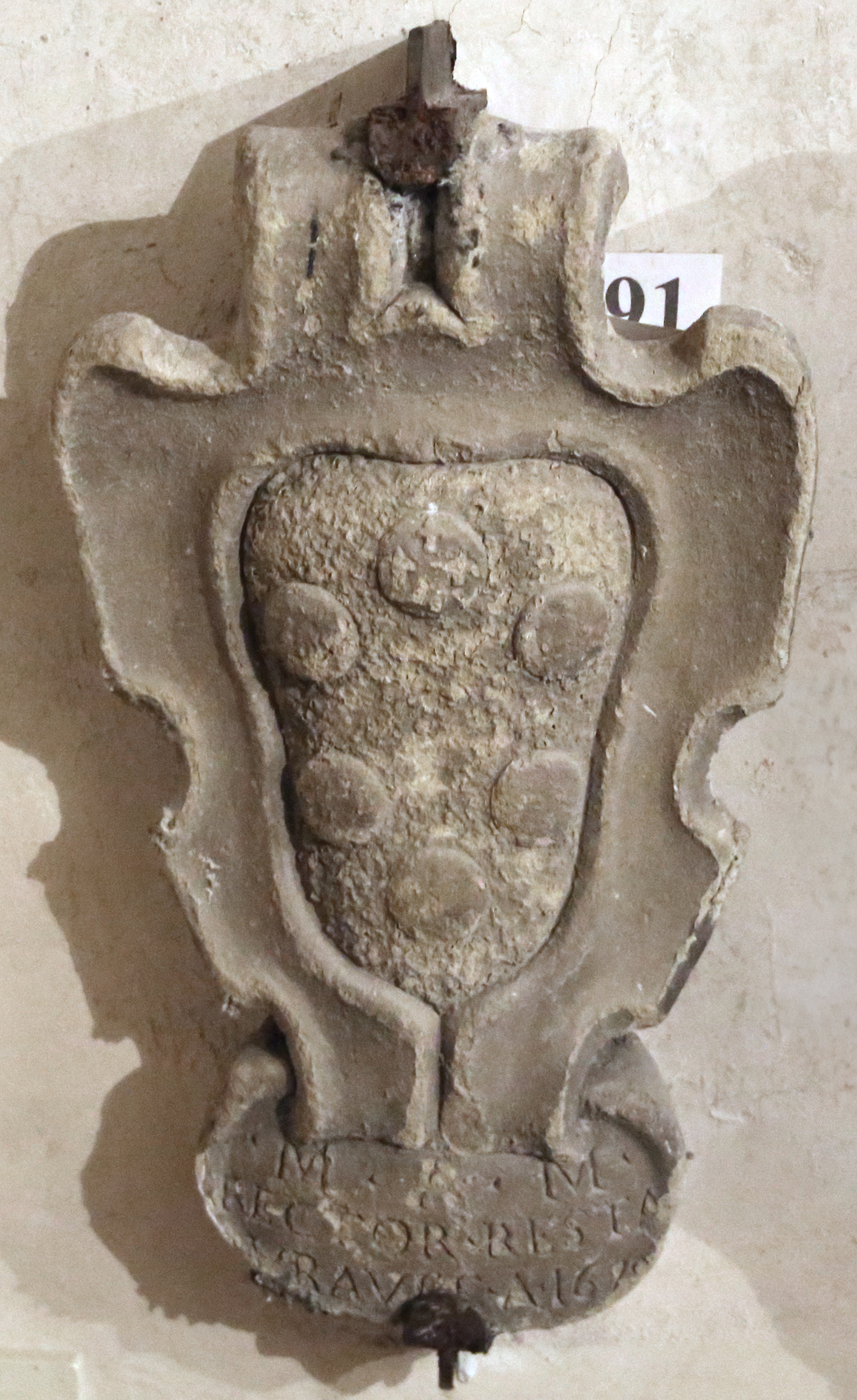
Stemma Medici dal portale laterale (Museo di San Marco)